# Ștei
Ștei je rumunské město v župě Bihor. Žije zde přibližně 5 400 obyvatel.

## Historie
Město bylo založeno v roce 1952 nedaleko stejnojmenné vesnice jako průmyslové centrum mletí uranu těženého v nedalekém městě Nucet.